# Rudolf Balks
Rudolf Balks (* 12. Mai 1901 in Meyerich bei Soest; † 17. November 1971 in Münster) war ein deutscher Agrikulturchemiker.

## Leben
Balks studierte seit 1920 Chemie an der Westfälischen Wilhelms-Universität in Münster und promovierte dort 1925 mit einer Dissertation über die Bildung und Zersetzung von Humus im Boden. Bis 1935 war er als wissenschaftlicher Mitarbeiter an der Landwirtschaftlichen Untersuchungs- und Forschungsanstalt Münster tätig. 1935 habilitierte er sich in Münster mit einer Studie über die Bedeutung des Iods in Böden und Pflanzen.
Von 1936 bis 1950 war Balks Leiter der Landwirtschaftlichen Untersuchungs- und Forschungsanstalt Braunschweig (nach 1945 Ebstorf/Uelzen). Gleichzeitig hatte er bis 1945 einen Lehrauftrag an der Technischen Hochschule Braunschweig. Als Honorarprofessor hielt er dort Vorlesungen über die Ernährung landwirtschaftlicher Kulturpflanzen und über Methoden der Bodenuntersuchung. Von 1950 bis 1966 leitete er als Direktor die Landwirtschaftliche Untersuchungs- und Forschungsanstalt Münster. Im Mittelpunkt seiner Forschungstätigkeit standen Untersuchungen über die Rolle der Spurenelemente für die Ernährung der Kulturpflanzen.

## Schriften
- Untersuchungen über  die Bildung und Zersetzung des Humus im Boden. (= Dissertation Universität Münster) 1925.
- Untersuchungen zur Jodfrage in Westfalen. (= Habilitationsschrift Universität Münster 1935). In: Landwirtschaftliche Jahrbücher. Band 81, 1935, S. 939–1001.